# التعدي على الوقف
التعدي على الوقف كانت الأوقاف الشرعية، رافداً عظيماً لاستمرار حركة العلم والتعليم والتنمية من عهد الصحابة، إلى عصرنا الحاضر، إلا أن المُلَاحِظ لبعض الأوقاف، يجد أنه يعتريها بعض الاعتداءات، إما من الموقوف عليهم، أو من النظار، أو من غيرهم، وذهب الفقهاء إلى أن من تعدَّى على الوقف بهدم أو غيره فإنه يضمن، وعلى الدولة أن تقوم بتغليظ العقوبة وتجريم كل من يعتدي على الوقف، على اعتبار أن الوقف يحقق مصلحة عامة للدولة، ويساهم في تنمية قطاعات مختلفة، وقد تنوعت صور التعدي على الوقف، فتارة عن طريق السرقة، وتارة بالغصب والاستيلاء عليه، وتارة من قِبَل الوالي، فعلى الغاصب أن يردها إلى يد من غصبها، وضياع الوثائق الوقفية وأهمالها، هو من أسباب تعقيد وضعية الأوقاف وضياعها وجعلها عرضة للتعدي عليها، وإثبات الوثائق الوقفية وإشهارها هو حماية لها من تعدي الغير.

## حكم التعدي على الوقف
من المعلوم أن الاعتداء على الوقف وغصب العين الموقوفة محرّم، لعموم الأدلة الدالة على تحريم ذلك، ومن ذلك قوله تعالى: ﴿إِنَّ اللَّهَ لَا يُحِبُّ الْمُعْتَدِينَ﴾ [المائدة:87] وما روى سعيد بن زيد أن النبي ﷺ، "من ظلم قيد شبر طوَّقه الله من سبع أرضين يوم القيامة.
وإذا كانت العين المغصوبة موجودة في يد غاصبها، وجب ردَّها بلا خلاف بين العلماء، لعموم وجوب رد العين المغصوبة.
ودليل ذلك، ما رواه سمرة أن النبي ﷺ قال: "على اليد ما أخذت حتى تؤدي" فإذا تلفت العين المغصوبة –المعتدى عليها- في يد غاصبها لزمه ضمانها، أو ضمان ما تلف منها، ويجعل وقفاً بدل الأول، أو يصرف من مرمته، ولا يصرف إلى أهل الوقف، لأن ذلك بدل الرقبة، وحقهم في الغلّة دون الرقبة، ثم الضمان بالمثلى إن وجد المثل، أو بالقيمة إن لم يوجد المثل، لكن لو كان الإتلاف بنحو هدم حائط، أُجبر الغاصب على إعادته إن أمكن، وإلا ضمنه، وهذا الحكم متفق عليه بين الفقهاء.
ويقول ابن قدامة: "إنه إن تعذر رد العين وجب رد ما يقوم مقامها في المالية، لعموم ما روى أنس "إن إحدى نساء النبي ﷺ، كسرت قصعة الأخرى، فدفع النبي قصعة الكاسرة إلى رسول صاحبة المكسورة وحبس المكسورة في بيته، ووجه الدلالة: قال في عون المعبود: "والحديث دليل على أن من استهلك على غيره شيئاً كان مضموناً بمثله.

## افتداء الوقف بمال لغرض إعادته من الغاصب
يقول النووي: "لو خاف الوصي أن يستولي غاصب على المال، فله أن يؤدي شيئاً لتخليصه، والله يعلم المفسد من المصلح، وفي تيسير الوقف: "لو خاف الناظر أن يستولي على المال الوقف غاصب، فله أن يؤدي لتلخيصه.
ويقول السعدي: "إنه لو أراد ظالم أخذ مال الغير ودفع إليه إنسان بعض المال افتداء للباقي جاز، ولو من غير إذن، لكن يجب على الناظر أن يحاول استخلاص العين الموقوفة من الغاصب بأقل مبلغ ممكن، وهذا موكول إلى ذمته وهو مصدق بادعائه إذا عرف عن الغاصب تجرؤه على أموال الناس.

## تغييب الوقف إذا خُشي عليه من الغصب والتعدي
ذكر بعض الفقهاء أنه يجوز تغييب مال الوقف إذا خشي عليه من الغصب، وذلك مثل هدم بعض الدار، أو قلع بعض الأشجار، أو أي شيء آخر، ويدل على ذلك:﴿فَانْطَلَقَا حَتَّى إِذَا رَكِبَا فِي السَّفِينَةِ خَرَقَهَا قَالَ أَخَرَقْتَهَا لِتُغْرِقَ أَهْلَهَا لَقَدْ جِئْتَ شَيْئًا إِمْرًا﴾ [الكهف:71]، ووجه الاستدلال من الآية، قال القرطبي: "في خرق السفينة دليل على أن للولي أن ينقص مال اليتيم إذا رآه صلاحاً، مثل أن يخاف على ريعه ظالماً، فيخرِّب بعضه.

## أنواع التعدي على الوقف

### التعدي بالسرقة على الوقف العام
وهذا النوع يتمثل في سرقة الوقف الذي ينتفع به عامة الناس، وذلك مثل ما يوجد في المساجد من أدوات ينتفع بها عموم المسلمين، وفي هذه الحالة فإن فيها ضرراً بالموقوف عليهم الذين يملكون غلة الوقف، فيتعين قطع يد سارق الوقف العام، حفظاً لأموالهم وحقوقهم، ولأن سرقة غلة الوقف على معين، يجب فيها القطع بلا خلاف.

### التعدي بالسرقة على الوقف الخاص
وهو الاعتداء بالسرقة على موقوف معين (وقف خاص)، وللفقهاء في الحكم على هذا المعتدي قولان:
1. قطع يد السارق للعين الموقوفة على معين، وهو القول الأصح عند الشافعية،[24] وهو مذهب الحنابلة.[25]
2. أنه لا قطع في سرقة الموقوف على معين، وهو قول الحنفية،[23] وقول عند الشافعية،[24] وقول ضعيف عند الحنابلة.[2]

### التعدي على الوقف بالغصب
من المعلوم أن الأرض إذا كانت صدقة موقوفة فغصبها رجل من الواقف أو من الوالي عليها، فعلى الغاصب أن يردها إلى يد من غصبها، ولو أبى أن يردها بعد أن يثبت غصبه عند القاضي، فيُحبس حتى يردها، ولو أخلَّ الغاصب أو أنقص أو خرب في الوقف أثناء سيطرته عليه؛ فعليه أن يرد معها ما أنقصه.

### التعدي على الوقف من قبل الوالي عليه
إذا تعدّى الناظر على الوقف فإن للقاضي أو الجهة المختصة بالوقف عزل الناظر المعين على نظارة الوقف، واتفق الفقهاء على أن للدولة التدخل في التصرف في شؤون الوقف، ومحاسبة النظار، ووقفهم عند الاقتضاء، وهذا منهم إجماع على أن للدولة ولاية على الأوقاف، وهذا من أجل حماية الوقف، لاستمرار منفعته، وعليه لو أنكر المتولي الوقف، وادعى أنه ملكه، يصير غاصباً له، ويخرج من يده، لصيرورته خائناً بالإنكار، ثم إن كان الواقف حياً فهو خصمه في إخراجه من يده، ثم هو بالخيار: إن شاء أبقاه في يد نفسه، وإن شاء دفعه إلى من يثق به، وجعله والياً عليه، وإن نقصت الأرض ضمن النقصان الحاصل بعد الجحود لا ما قبله؛ لصيرورته غاصباً لها من ذلك الوقت، وكذلك إذا انهدم شيء من الدار بعد إنكار وقفيتها، فإنه يضمنه ويبني به ما انهدم منها، وإن كان ميتاً وطالبه أهل الوقف به، أقام القاضي له قيّماً وأخرجه من يده إذا صح أمره عنده.

### نماذج من التعدي على الوقف
من نماذج الاعتداء على الوقف بالسرقة، سرقة محتويات المسجد من فرش، ومكبرات صوت، ومكيفات ومصاحف وغيرها، وكذلك سرقة الأراضي الوقفية، وإخراج حجج استحكام عليها قهراً بحجة أنها وقف، وأيضا استعارة الكتب الوقفية وعدم إرجاعها بحجة أنها وقف على المسلمين، وسرقة الأراضي المصبّرة أو المحكّرة بسبب موت أصحابها ولا مطالب لها.
ومن نماذج الاعتداء على الوقف بالإهمال" بيع الوقف بثمن بخس إذا تعطلت منافعه، وكذلك إيجارات الأراضي والعقارات الوقفية بأثمان زهيدة، وعدم زيادة أجرها رغم تغير الأحوال والإيجارات للعقارات والأراضي الخاصة، ومنها أيضا: إساءة نظام الاستبدال للوقف لغير مصلحة الوقف، وهذا ما حدا بعض من لديه أوقاف إلى أن يستولي عليها باسم الاستبدال، مما جعل بعض الأوقاف المميزة ذات النفع الكبير قد خرجت من الوقف إلى أصحاب الملكية الخاصة، مستغلين سلطاتهم للوصول إلى ذلك، ومن نماذج الاستيلاء على الأوقاف: تأميم الأوقاف ومصادرتها وإلغاءها، ومحو رسومها.

## وسائل حماية الوقف من التعدي عليه

### أولاً: حماية الوقف من التعدي عليه عن طريق الأدلة الكتابية

#### دور الكتابة في حماية الوقف من التعدي عليه
الكتابة من الأدلة الأصلية لإثبات الوقف، وحمايته من التعدي عليه، وقد عُرِّفت الأوراق الرسمية عند فقهاء الشريعة الإسلامية بعدة تعريفات بحسب استعمالاتها، وتنحصر هذه التسميات في العبارات الآتية: (الصك، والحجة، والمحضر، والوثيقة، والسجل).
وأرشد الفقهاء إلى ضرورة تدوين الوقف، كما فعل الخليفة عمر في كتابة وقفه، وللكتابة أهمية في حفظ حقوق وتصرفات الناس، ومنها حماية الوقف من التعدي عليه، ولو أقرّ الواقف بوقفه وكتب ذلك ومعه شهود، ثم أنكر أنه وقف واحتج عليه بكتاب الوقف، يثبت هنا الوقف، قال ابن عابدين: "أن الحق يثبت باعترافه بأنه خطه أو بالشهادة عليه بذلك إذا عاينوا كتابته أو إقراءه عليهم وإلا فلا.

#### دور الشهادة المكتوبة في حماية الوقف من التعدي عليه
والشهادة المكتوبة، هي الشهادة التي يدلي بها الشاهد عما رآه أو سمعه في مسألة معينة، بحيث تدون أقواله في محضر، ويمضي عليه، وذهب فقهاء الشريعة إلى اعتبار أن الشهادة المكتوبة بمثابة وثيقة رسمية وهي حجة في الإثبات، وقال ابن تيمية عن الشهادة المكتوبة: "فإذا رفع إلى الحاكم اثنان: أحدمها، من أفجر الناس وقد استولى على وقف أو غيره، والثاني من أهل الدين والصلاح والوقف له، ومعه كتاب الوقف وفيه شهادة جماعة من أهل العلم وخطوطهم مشهورة معروفة... ساغ للحاكم الاجتهاد في المسألة، ولا يعين الظالم على التمكين من ظلمه.

### ثانياً: حماية الوقف من التعدي عليه عن طريق القواعد الفقهية
تتحلّى القواعد الفقهية بالمرونة التي تحقق مقاصد الأحكام وتحميها من الضياع، فهي تعتبر السياج المنيع والدرع الحصين لحماية الوقف من الضياع والاندثار، ومن وسائل حماية الوقف عند تعرضه للزوال: رجحان جواز بيع الوقف واستبداله، بإذن القاضي ومشورة أهل الخبرة والمعرفة؛ لتغلب المصلحة العامة الراجحة على المفسدة المتوقعة الكامنة، بمبدأ سد الذرائع، وشهد بذلك القياس وعمل الصحابة، وتقديمه على عمل أهل المدينة عند انتفائها، إذ لا ينكر تغير الأحكام بتغير الأزمان، ومن وسائل حماية الأوقاف عند تعرضه للزوال: رجحان جواز نقل الوقف وتغيير هيئته، إن شهدت بذلك المصلحة؛ لرجحان المقاصد الشرعية للوقف على الوسائل.